# Anne-Lise Dufour-Tonini
Pour les articles homonymes, voir Dufour et Tonini.
Anne-Lise Dufour-Tonini, née le 2 mars 1970 à Denain (Nord), est une femme politique française. Membre du Parti socialiste, elle est maire de Denain depuis 2011, députée de 2012 à 2017 et sénatrice en 2017.

## Biographie

### Situation personnelle
Fille de Solange Tonini, élue communiste, qui a été première adjointe chargée de la culture, des finances et du développement économique, ainsi que conseillère communautaire, elle grandit dans le quartier du Nouveau Monde à Denain.
En 2019, elle vit avec Manuel Schabaillie, directeur général des services à la mairie de Denain.

### Études et profession
Titulaire d'un baccalauréat C et d'une licence de chimie, elle est nommée institutrice à l’école Michelet de Denain pendant dix ans. En 1997, elle réussit le concours de professeur des écoles, puis devient directrice en 2002.
Après l’obtention du concours de personnel de direction des établissements du second degré, elle devient principale adjointe du collège de Somain en 2005 puis proviseure-adjointe du lycée Kastler de Denain en 2008. En 2010, elle est nommée principale au collège Jules-Ferry d’Anzin, poste qu'elle occupe jusqu'à son élection à l'Assemblée nationale.
Après la fin de ses mandats nationaux, elle retrouve ses fonctions de principale à partir de septembre 2017, au collège Madame-d'Épinay d'Aulnoy-lez-Valenciennes.

### Parcours politique
Anne-Lise Dufour-Tonini adhère au Mouvement des Jeunes socialistes et au Parti socialiste en 1988, à l’âge de 18 ans. Elle fait son entrée au conseil municipal de Denain en 1995, dont elle est l’un des plus jeunes membres. Depuis cette date et jusqu’en 2011, elle est maire-adjointe à l’éducation et aux affaires scolaires.
Le 14 mai 2011, elle devient maire de Denain à la suite du décès de Patrick Roy en cours de mandat,. La même année, elle est candidate aux élections sénatoriales en sixième position sur la liste du PS. Elle n’est pas élue.

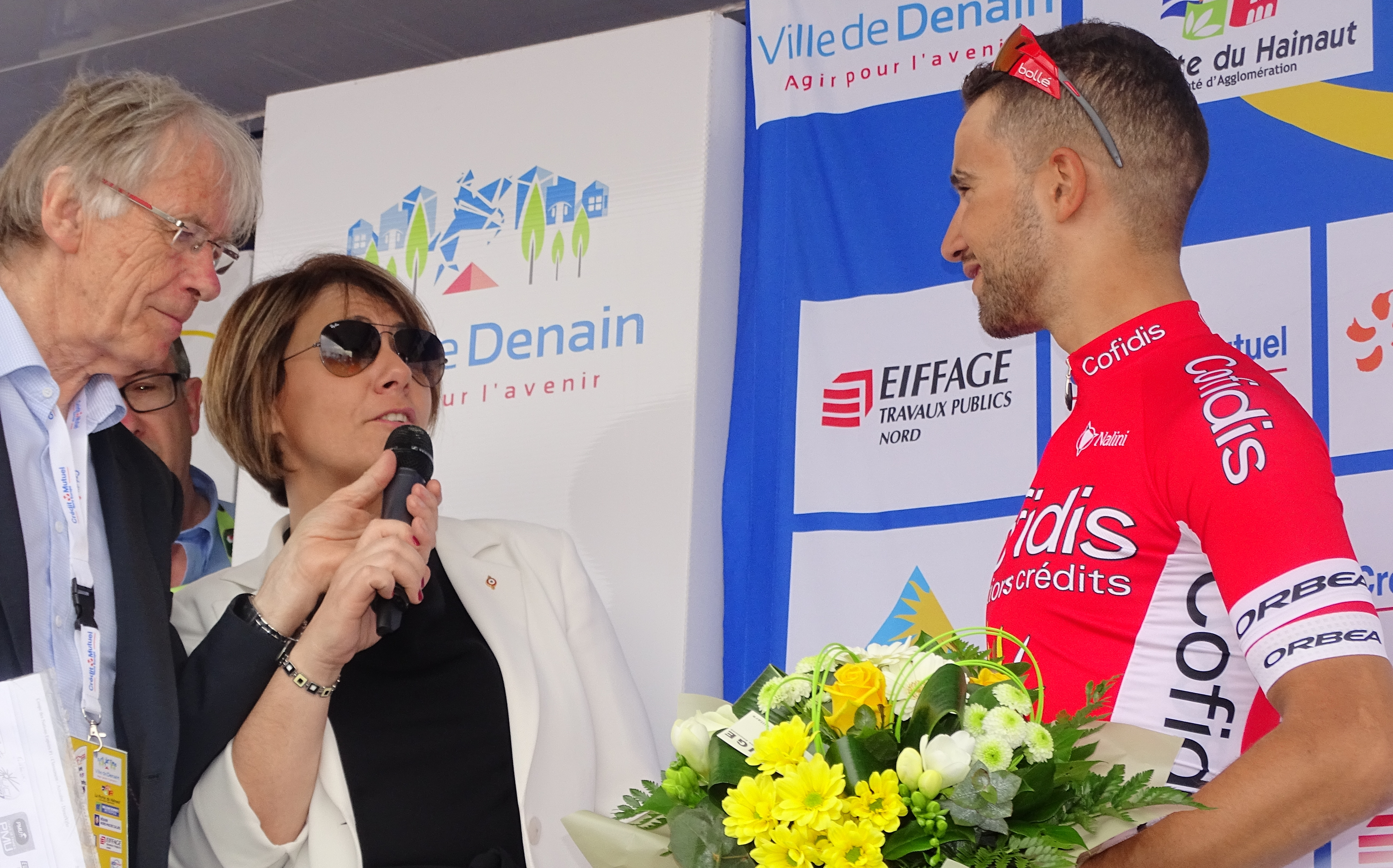
Anne-Lise Dufour-Tonini avec Daniel Mangeas et Nacer Bouhanni lors du Grand Prix de Denain 2015.

Lors des élections législatives de 2012, Anne-Lise Dufour-Tonini est élue députée dans la dix-neuvième circonscription du Nord, grâce au désistement au second tour du candidat communiste, arrivé deuxième au premier tour. Elle succède à Marie-Claude Marchand, qui avait remplacé Patrick Roy après son décès. Son suppléant est Jean-René Bihet, maire de Lourches. À l'Assemblée nationale, elle est membre de la commission des Affaires culturelles et de l'Éducation.
En septembre 2013, elle reçoit à Denain le président de la République, François Hollande, à l’occasion de la rentrée des classes, notamment pour présenter la mise en œuvre de la réforme des rythmes scolaires. Le même mois, elle remet à la ministre déléguée à la Réussite éducative, George Pau-Langevin, un rapport bilan des 20 ans de la participation lycéenne dans les établissements scolaires, proposant des perspectives en matière de démocratie au lycée.
Anne-Lise Dufour-Tonini est pour la première fois tête de liste à Denain lors des élections municipales de 2014. Sa liste « Denain a de l'avenir » est élue avec 59 % des suffrages exprimés dès le premier tour de scrutin. Elle est réélue maire de la ville par le conseil municipal le 29 mars 2014. Le 2 juin suivant, elle succède à Francis Decourrière à la présidence du Syndicat intercommunal des transports urbains de la région de Valenciennes (SITURV).

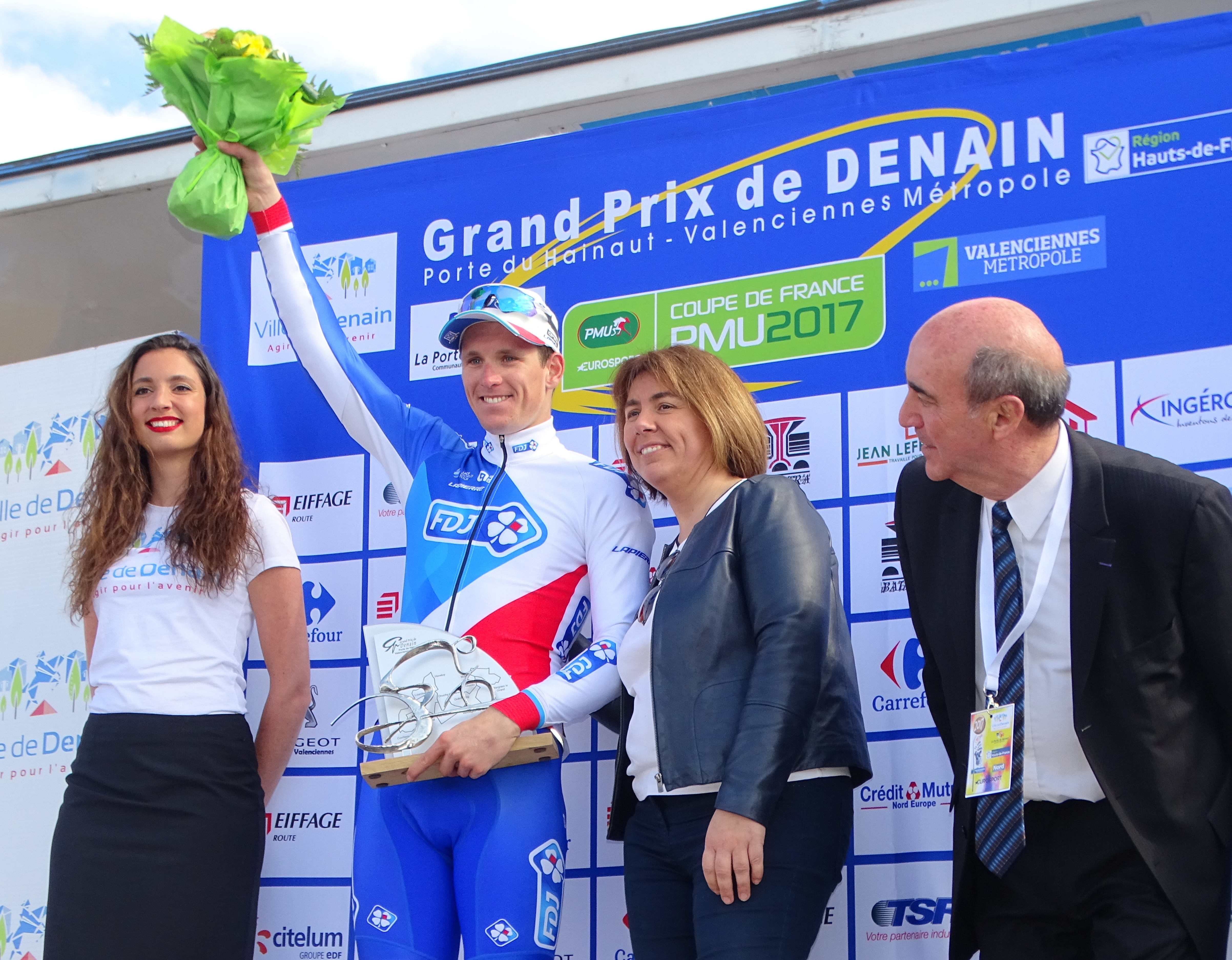
Anne-Lise Dufour-Tonini et Arnaud Démare, vainqueur du Grand Prix de Denain 2017.

Pour les élections régionales de 2015 dans la nouvelle région Nord-Pas-de-Calais-Picardie, elle figure en deuxième position sur la liste du Parti socialiste menée par Pierre de Saintignon. Elle n'obtient pas de siège au conseil régional, la liste s'étant retirée à l'issue du premier tour pour faire barrage au Front national.
Elle soutient Benoît Hamon au second tour de la primaire citoyenne de 2017. Candidate à sa succession aux élections législatives dans le Nord, elle est éliminée dès le premier tour avec 14,1 % des suffrages exprimés, ce qui la place en troisième position. Le 4 juillet 2017, elle devient sénatrice à la suite de la démission de Marie-Christine Blandin. Ne se représentant pas lors du renouvellement sénatorial qui suit, elle perd son siège le 1er octobre de la même année.
Elle annonce en septembre 2019 sa candidature à sa succession aux élections municipales de 2020 à Denain. La liste qu’elle conduit l’emporte au premier tour avec 57,1 % des voix, devançant largement celle du député RN et favori, Sébastien Chenu. En raison de la crise sanitaire liée à la pandémie de Covid-19, l'installation du conseil municipal, initialement prévue la semaine suivant l'élection, est reportée. Anne-Lise Dufour-Tonini est réélue maire le 28 mai 2020.
Lors des élections législatives de 2022, elle soutient le candidat LREM Emmanuel Cherrier, issu de l'UMP, dans la dix-neuvième circonscription du Nord.
Plusieurs fois sollicitée pour être ministre sous la présidence d'Emmanuel Macron,, elle est signataire en septembre 2022 du manifeste de Bernard Cazeneuve en faveur d'une « gauche républicaine » pour lutter contre la Nouvelle Union populaire écologique et sociale (NUPES).

## Controverses
Fin 2019 et début 2020, le magazine Marianne et le journal Le Point accusent Anne-Lise Dufour-Tonini de « complaisance » à l'égard des Frères musulmans, dénonçant notamment ses « amitiés douteuses » avec la « famille » d'Hassan Iquioussen et sa responsabilité dans l'entrisme des Musulmans de France (ex-Union des organisations islamiques de France) dans le Denaisis,,. Ces articles font également état de plusieurs cas de recrutement familial à la ville de Denain et de soupçons de clientélisme dans les marchés publics. Ces accusations, relayées au niveau local par des membres du Rassemblement national (RN), font l'objet d'une plainte déposée par Anne-Lise Dufour-Tonini à l'encontre de Marianne et de Sébastien Chenu, député RN de la dix-neuvième circonscription du Nord,.

## Détail des mandats et fonctions

### Au Parlement
- 20 juin 2012 – 20 juin 2017 : députée de la dix-neuvième circonscription du Nord.
- 4 juillet – 1er octobre 2017 : sénatrice du Nord.

### Au niveau local
- 1995-2011 : adjointe au maire de Denain, chargée des affaires scolaires et de l'éducation.
- Depuis le 14 mai 2011 : maire de Denain.
- Depuis le 7 décembre 2011 : vice-présidente de la communauté d'agglomération de la Porte du Hainaut[32].

### Autres fonctions
- Depuis le 2 juin 2014 : présidente du Syndicat intercommunal des transports urbains de la région de Valenciennes (SITURV).
- Présidente du conseil de surveillance du centre hospitalier de Denain.

## Décorations
Anne-Lise Dufour-Tonini est élevée au grade de chevalier dans l'ordre national du Mérite le 2 juin 2023 au titre de « maire de Denain (Nord), ancienne sénatrice et députée du Nord ; 32 ans de services »,.